# Pidonia lurida
Pidonia lurida es una especie de escarabajo longicornio del género Pidonia, tribu Rhagiini, subfamilia  Lepturinae. Fue descrita científicamente por Fabricius en 1793.

## Descripción
Mide 9-13 milímetros de longitud.

## Distribución
Se distribuye por Alemania, Austria, Bosnia y Herzegovina, Bulgaria, Croacia, Francia, Hungría, Italia, Letonia, Lituania, Moldavia, Polonia, Rumania, Serbia, Eslovaquia, Eslovenia, Suiza, República Checa, Ucrania y Yugoslavia.